# Zona de evitamiento

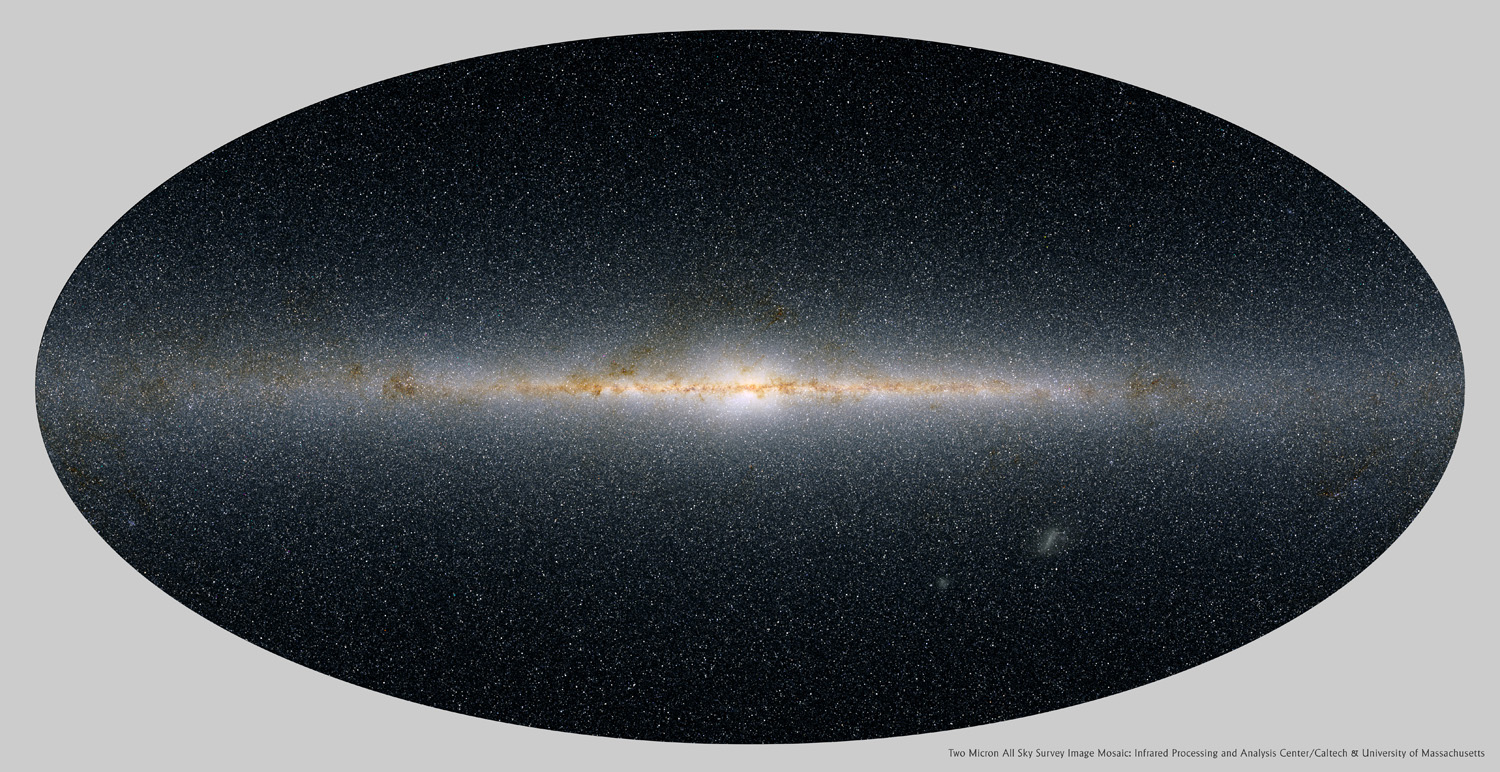
La Vía Láctea crea una zona vacía para los observadores locales.

La zona vacía (en inglés: Zone of AvoidanceNota de Traducción sobre título, o ZOA) es un área del cielo nocturno que es oscurecida por nuestra propia galaxia, la Vía Láctea. Desde el plano galáctico de la Vía Láctea, la zona vacía se extiende unos 10° a cada lado.
La zona vacía fue originalmente llamada «zona de pocas nebulosas» (Zone of Few Nebulae) en un artículo de 1878 del astrónomo inglés Richard Proctor que se refería a la distribución de nebulosas  en el Catálogo General de Nebulosas de  John Herschel.

## Generalidades
El gas, el polvo estelar y las mismas estrellas en el plano de la Vía Láctea (el plano galáctico), absorben y dispersan cerca del 20 % del espectro óptico (longitudes de onda dentro del espectro visible) que proviene de las zonas fuera de la galaxia. Como resultado, los catálogos ópticos de la galaxia son bastante incompletos cerca del plano galáctico, incluso poco precisos considerando que estrellas cercanas podrían ser confundidas con galaxias lejanas en virtud del debilitamiento de la luz que pasa a través de esta zona. 
Esta zona también se conoce como zona de evasión o zona de evitación, pues parece como que otras galaxias evaden esta área (un caso de efecto de selección). Históricamente, los astrónomos han evitado estudiar las afueras de la galaxia en esta zona y se han concentrado en objetivos más fáciles.

## Investigación reciente
En años recientes, muchos proyectos han intentado disminuir la brecha que esta zona ha causado en nuestro conocimiento. Estos proyectos se basan en el hecho de que el gas y el polvo estelar solo afectan las longitudes de onda en el espectro óptico; su efecto es mínimo sobre el infrarrojo y nulo sobre las ondas de radio.

### Infrarrojo
Investigaciones en el infrarrojo, tales como IRAS y 2MASS, nos han dado un panorama más completo del cielo extragaláctico en esta zona. De hecho, dos galaxias grandes, Maffei I y Maffei II, fueron descubiertas en la Zona Vacía por Paolo Maffei en 1968 gracias a su emisión infrarroja.

### Espectro de radio
Investigaciones realizadas en el espectro de radio, particularmente utilizando las emisiones del átomo de hidrógeno neutro (conocido como HI), han permitido detectar muchas galaxias que no podrían haber sido encontradas utilizando el infrarrojo. Ejemplo de estas galaxias son Dwingeloo 1 y Dwingeloo 2.
Aun así, todavía es difícil la investigación de aproximadamente el 10 % del cielo porque objetos fuera de la galaxia pueden confundirse con estrellas dentro de ella.